# Kurt Wintgens
Kurt Wintgens (Neustadt in Oberschlesien, 1º agosto 1894 – Villers-Carbonnel, 25 settembre 1916) è stato un aviatore e ufficiale tedesco, asso dell'aviazione della prima guerra mondiale.
Decorato con la Croce di Ferro di I e II Classe e la Pour le Mérite, Wintgens è principalmente noto per essere stato il primo pilota ad aver abbattuto un aeroplano avversario grazie al dispositivo di sincronizzazione abbinato alla mitragliatrice del proprio velivolo Fokker E.I.

## Biografia
Wintgens nacque in una famiglia militare a Prudnik. Il suo servizio militare iniziò quando si unì al Battaglione Telegrafico n. 2 a Francoforte sull'Oder come Fahnenjunker (ufficiale cadetto) nel 1913.

## Coinvolgimento nella prima guerra mondiale
Anche se ancora studente quando la prima guerra mondiale iniziò nel 1914, Wintgens fu inviato sul Fronte orientale (1914-1918) come leutnant e venne insignito della Croce di Ferro di 2ª Classe. Durante il trasferimento alla Luftstreitkräfte, Wintgens volò prima come osservatore, alternato al servizio telegrafico. Tuttavia, all'inizio del 1915 iniziò l'addestramento da pilota presso la scuola Fokker di Schwerin, dove Otto Parschau era già stato portato dalla fabbrica Fokker per preparare un esemplare di una versione armata (con una mitragliatrice sincronizzata Parabellum MG 14) del monoplano monoposto Fokker A.III, con il numero di serie militare Idflieg A.16/15 (lo stesso aereo sul quale Parschau aveva volato dall'estate del 1914). Wintgens ha richiesto espressamente la possibilità di volare sul Fokker più piccolo e veloce con il sistema di Roland Garros (aviatore), che ha permesso ad una mitragliatrice integrata di sparare attraverso l'elica. 
Con questo sistema è stato selezionato, insieme al Leutnant Parschau, come uno dei primi piloti di Fokker Eindecker, che volavano sul monoposto e che erano stati designati a volare da soli con varie unità di volo dotate dei due posti, a partire dalla Bavarese Feldflieger Abteilung 6b, allora con base vicino a Saarburg.
Wintgens è stato uno dei pochissimi piloti da caccia militari di prima linea ad essere stati autorizzati ad indossare occhiali da vista mentre volava in combattimento, in quanto indossava gli occhiali Pince-nez modello "hard-bridge" per la correzione della vista, sotto gli occhiali da pilota. Un modello simile di occhiali correttivi è stato indossato anche in combattimento aereo dall'asso tedesco Otto Kissenberth, successivamente, nella prima guerra mondiale.
Wintgens è noto per aver abbattuto un monoplano Morane-Saulnier Type L il 1º luglio 1915 mentre volava il suo Fokker M.5K/MG, ma dato che la vittoria avvenne nello spazio aereo dietro le linee alleate, sopra il Foràt de Parroy vicino a Lunéville, questa non poteva essere confermata al momento. 
Il suo Fokker aveva il numero di serie militare tedesco E.5/15, l'abbattimento avvenne alle 18:00 e l'aereo francese era probabilmente della Escadrille M.S.48, pilotato dal Capitaine Paul du Peuty, con il Sous-Lieutenant de Boutiny come osservatore. Gli aviatori francesi riferirono di essere stati ingaggiati da un "Fokker monoplano" a 1.300 metri.
L'aereo francese era armato solo con una Carabina, mentre il Fokker aveva una mitragliatrice Parabellum MG 14 sincronizzata sull'anteriore. Dopo alcuni minuti di combattimento con il Fokker, de Peuty fu ferito alla gamba destra. L'Eindecker sembrava essere stato colpito dai colpi della carabina di de Boutiny. De Boutiny aveva esaurito tutte le sue munizioni della carabina, lasciando il suo aereo indifeso, il che diede all'Eindecker il vantaggio e poco dopo l'Eindecker colpì anche de Boutiny nella gamba. Nonostante le loro ferite, l'equipaggio francese portò a terra il Morane Parasol in sicurezza, in territorio amico, anche se il loro motore era stato colpito da decine di colpi della mitragliatrice dell'E.5/15, con il combattimento che si svolgeva nel settore della Lorena.
Una vittoria simile su un altro due posti Morane "Parasol", ancora una volta non confermata, fu segnata da Wintgens tre giorni dopo. 
Una quindicina di giorni dopo il suo successo iniziale, Wintgens fu inviato alla Feld Flieger Abteilung 48, con base a Mulhouse, all'interno della tanto contesa regione di confine dell'Alsazia, nel nord-est della Francia, che era stata annessa dall'Impero tedesco nel 1871. 
Il 15, Wintgens segnò la sua prima vittoria confermata su un terzo Morane Parasol, la prima vittoria aerea confermata su un monoplano Fokker E in combattimento e gli valse la Croce di Ferro di Prima Classe.
Seguirono altre due vittorie confermate nel 1915, così come una non confermata il 24 gennaio 1916. Wintgens poi soffrì di un caso persistente d'influenza che gli impediva di volare. Non avrebbe conseguito altre vittorie fino al 20 maggio 1916, quando abbatté un Nieuport a due posti mentre volava per la FFA 6. Il giorno seguente, colpisce i motori gemelli di un Caudron G.4 abbattendolo dopo una battaglia a 4.000 metri. Inutile notare che l'equipaggio non sopravvisse.
Il 24 giugno 1916, Wintgens ottenne la sua settima vittoria confermata quando affrontò un Nieuport 16, pilotato dall'allora pilota americano ferito Victor Chapman della Squadriglia Lafayette, che era stato ferito dal collega pilota di Eindeckercker Walter Höhndorf solo una settimana prima. Chapman è stato ucciso nello schianto divenendo il primo aviatore americano nella prima guerra mondiale a perdere la vita in un combattimento aereo.
Poco dopo, il 1º luglio 1916, Wintgens divenne il quarto aviatore a ricevere la Pour le Mérite, dopo aver conseguito le otto vittorie richieste (all'epoca) su aerei nemici. Wintgens continuò con le vittorie per tutta l'estate fino all'autunno. Continuò ad usare il Fokker E.IV anche quando i suoi contemporanei non lo usavano più. All'inizio di settembre, Wintgens era il terzo asso di Eindecker, dietro Oswald Boelcke e Max Immelmann, con 14 vittorie su monoplano Fokker.
Consegue la sua diciannovesima vittoria il 24 settembre 1916 con un Fokker della Jasta 1.
Il 25 settembre, Wintgens volò con il suo E.IV in pattuglia insieme al suo amico Walter Höhndorf. Si dice che andarono in aiuto di un biposto pilotato da Josef Veltjens, che era sotto attacco da parte dei caccia francesi. Dopo aver abbattuto almeno 19 aerei (considerando i probabili ed forzati a terra fino a 22) in combattimento aereo, Wintgens fu ucciso in azione nei pressi di Villers-Carbonnel, probabilmente dall'asso francese Alfred Heurteaux che era il comandante dell'Escadrille 3, per l'ottava vittoria aerea di Heurteaux. Heurteaux stava probabilmente volando con uno dei primi esemplari del caccia SPAD S.VII. L'aereo di Wintgens si ruppe sotto l'impatto di "proiettili esplosivi". Josef Jacobs osservò nel suo diario che il recupero del corpo di Wintgens dalla Terra di nessuno era difficile. Buddecke notò che Wintgens non mostrava ferite da proiettile. Due giorni dopo, Wintgens fu sepolto nello stesso cimitero francese che già conteneva il corpo del suo collega pilota pioniere di Fokker Eindecker, Otto Parschau.